# Автошлях Т 1701
Автошля́х Т 1701(вилучений з переліку територіальних та став частиною обласного шляху О1704050: ( https://www.openstreetmap.org/relation/3947598 [Архівовано 16 жовтня 2021 у Wayback Machine.])
) — автомобільний шлях територіального значення у Полтавській області. Проходив територією бувшого Гребінківського та бувшого Пирятинського районів, а тепер Лубенського району через Гребінку — Кулажинці до перетину з E40. Загальна довжина — 19,6 км.

## Маршрут
Автошлях проходить через такі населені пункти:
| Автошлях Т 1701      |                    |
| Полтавська область   |                    |
| Гребінківський район |                    |
| Гребінка             | Т 1708Т 1722Т 2410 |
| Лутайка              |                    |
| Короваї              |                    |
| Кулажинці            |                    |
| Пирятинський район   |                    |
|                      | E40М03             |